# Nachtstücke (Schumann)
Die Nachtstücke op. 23 sind ein 1839 komponierter Klavierzyklus von Robert Schumann. Der Titel leitet sich von den gleichnamigen Erzählungen E.T.A. Hoffmanns ab, mit denen die vier stellenweise betont einförmigen Charakterstücke durch ihre düstere Atmosphäre verbunden sind. 

## Inhalt

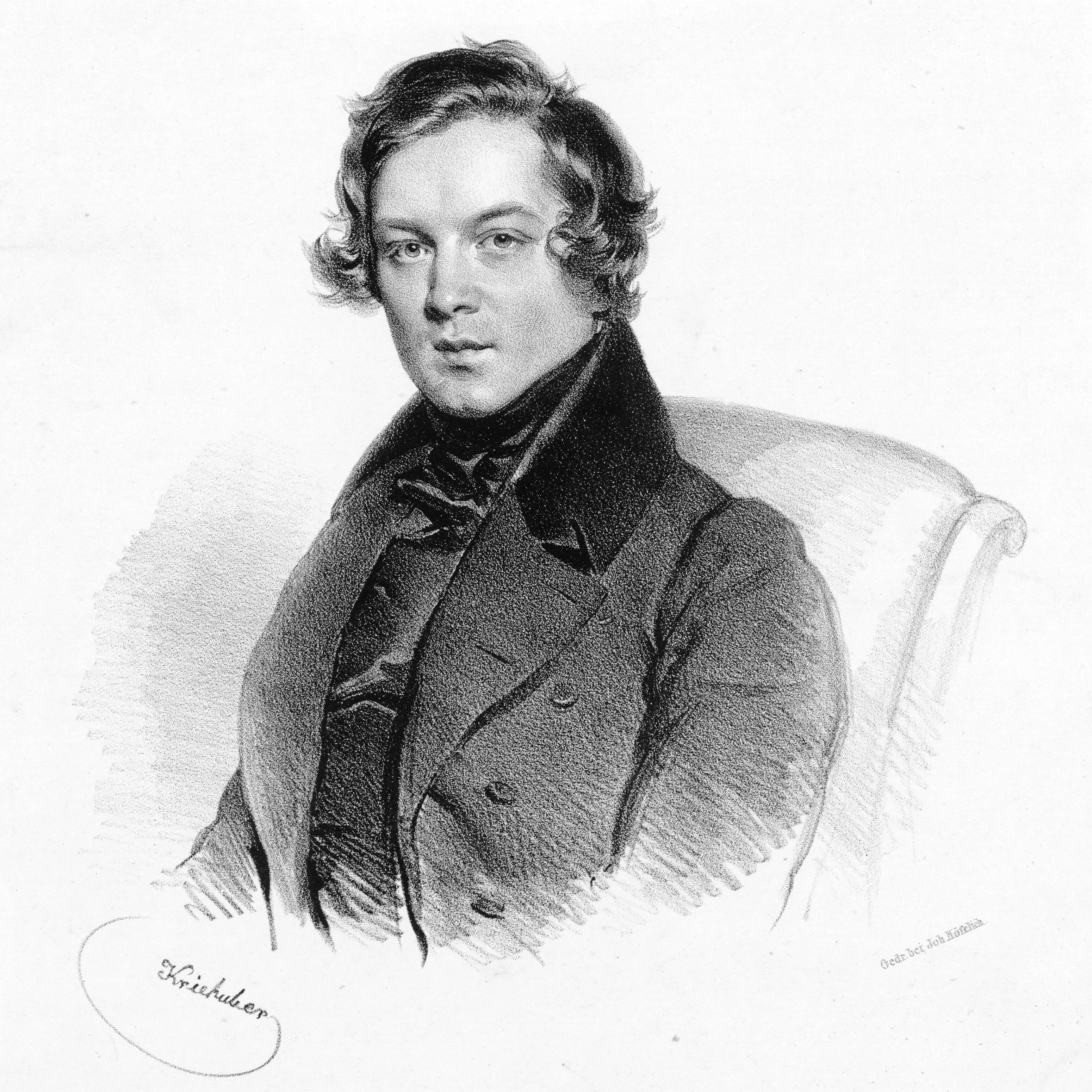
Robert Schumann, 1839

Das erste Stück, ein eigentümlich monotoner Marsch in C-Dur (Mehr langsam, oft zurückhaltend), wird von einem Rhythmus geprägt, der, ähnlich wie bei Gustav Mahler, häufig ins Stocken gerät, somit nichts Munter-Dekoratives hat und trotz des Tongeschlechts an einen skurrilen Trauermarsch erinnert. 
Bereits der erste Takt beginnt harmonisch mehrdeutig, die Ausgangstonart wird erst im dritten Takt für einen kurzen Moment erreicht. Drei unterschiedlich dimensionierte Couplets entwickeln und verändern den Rhythmus durch ostinate Figuren, ohne ihn je ganz zu verdrängen. 
Der Terzraumabstieg, aus der Humoreske und den Kreisleriana bekannt, bestimmt im ersten Couplet ab Takt 9 die Bewegung der Oberstimmen in gleichmäßigen Vierteln, während es sich im zweiten Abschnitt (Takt 25 bis 38) um eine Achtelbewegung im Tenor handelt, die ab Takt 33 in der Oberstimme verdoppelt wird. In der dritten, kanonischen Bearbeitung von Takt 49 bis 73 nimmt Schumann die Dynamik bis zum Pianissimo zurück. Erst der letzte Refrain mit seiner prächtigen Fortissimo-Episode entspricht den gängigen Vorstellungen eines düsteren Trauermarsches, bis das Stück erneut ins Stocken gerät und über eine Ritardando-Bewegung pianissimo verhallt.
Die motivisch ebenfalls recht einförmige zweite Komposition in d-Moll (Markiert und lebhaft) erinnert mit den einerseits kapriziösen, andererseits kontrapunktischen Elementen an eine makabere Friedhofsvision. 
Eine pianistisch und klanglich andere Welt öffnet sich im effektvollen dritten Stück (mit großer Lebhaftigkeit) in Des-Dur, dessen Elan und wilde Motorik an die ausgelassenen Tanzphantasien (Davidsbündlertänze op. 6, Carnaval op. 9) der vorhergehenden Klavierzyklen erinnern. Die schwungvollen, zunächst von der linken, später auch von der rechten Hand gespielten Achtelbewegungen werden von einem grotesken, von Staccato-Vierteln geprägten Capriccio (Takt 165 – 204) in fis-Moll unterbrochen, dem sich eine Coda anschließt.
Das letzte Stück (Ad libitum), ein schlichter Rundgesang, hat etwas Poetisch-Bilanzierendes. Es beendet den Zyklus mit einer zwischen Choral- und Volkston angesiedelten Melodie, die durch häufige Pausen unterbrochen und von einer Arpeggienbewegung der rechten Hand umspielt wird, die an eine Lauten- oder Gitarrenbegleitung erinnert. Die Melodie ist unter dem Namen Canonbury im englischen Kirchengesang populär und wurde 2013 auch in das katholische Gesangbuch Gotteslob aufgenommen (O Gott, dein Wille schuf die Welt, Nr. 628).

## Hintergrund

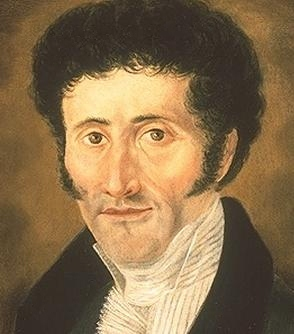
E. T. A. Hoffmann

Schumann war mit dem Werk Hoffmanns vertraut und hatte dessen Nachtstücke gelesen, mit denen der Autor an seine Fantasiestücke in Callots Manier anknüpfte. In seiner neuen Sammlung betonte Hoffmann indes weniger die hochfahrend-schwärmerische Zaubermacht der Romantik, sondern unterstrich das Unheimliche und Abgründige, spielte auf dunkle Kräfte an, die in der Tiefe der Seele verborgen sind. 
Schumanns Nachtstücke, die durch eine ähnliche Motivik miteinander verbunden sind, gehören neben dem Faschingsschwank zu den letzten, in Wien begonnenen Klavierkompositionen. 
Seinem Tagebuch vertraute Schumann am 31. März 1839 an, er habe an „einer Leichenphantasie geschrieben“, erwähnte „merkwürdige Ahnungen“ und den Abschied von seinem Bruder Eduard. 
War ihm ein Brief vom Vortag noch als „der Vorbote“ von dessen Tod erschienen, starb Eduard tatsächlich am 6. April 1839. Schumann, der am folgenden Tag die Nachricht noch nicht erhalten hatte, schrieb in einem Brief an Clara, bei der Komposition „Leichenzüge, Särge, unglückliche, verzweifelte Menschen“ gesehen zu haben.
Die von ihm ursprünglich erwogenen Überschriften der vier Stücke „Trauerzug“, „Nächtliches Gelage“, „Curiose Gesellschaft“ und „Rundgesang mit Solostimme“ lassen die Atmosphäre der Erzählungen Hoffmanns erkennen, in denen sich ebenfalls eigenartige Gesellschaften treffen, deren nächtliches Gelage das Skurril-Dämonische in den Alltag einbrechen lässt.